# سيلفيا بيلشكي
سيلفيا بيلشكي (بالألمانية: Sylvia Plischke)‏ مواليد 20 يوليو 1977 في بلزن، هي لاعبة كرة مضرب نمساوية سابقة وكانت تلعب باليد اليمنى. أعلى تصنيف لها في الفردي كان المركز الـ 27 في سنة 1999. أعلى تصنيف لها في الزوجي كان المركز الـ 78 في سنة 2001. سبق أن شاركت في دورة الألعاب الأولمبية الصيفية.

## روابط خارجية
- سيلفيا بيلشكي على موقع رابطة محترفات التنس (الإنجليزية)
- سيلفيا بيلشكي على موقع الاتحاد الدولي لكرة المضرب (الإنجليزية)
- سيلفيا بيلشكي على موقع كأس بيلي جين كينغ (الإنجليزية)
- سيلفيا بيلشكي على موقع خلاصة التنس.كوم (الإنجليزية)
- سيلفيا بيلشكي على موقع أوليمبيديا (الإنجليزية)